# Eeva-Johanna Eloranta
Eeva-Johanna Eloranta, född 4 mars 1966 i Åbo, är en finländsk socialdemokratisk politiker. Hon är ledamot av Finlands riksdag sedan 2011. Eloranta är filosofie magister och politices magister.
Eloranta blev omvald i riksdagsvalet 2015 med 6 689 röster från Egentliga Finlands valkrets.